# Saint-Aubin-de-Courteraie
Saint-Aubin-de-Courteraie är en kommun i departementet Orne i regionen Normandie i nordvästra Frankrike. Kommunen ligger i kantonen Bazoches-sur-Hoëne som tillhör arrondissementet Mortagne-au-Perche. År 2022 hade Saint-Aubin-de-Courteraie 130 invånare.

## Befolkningsutveckling
Antalet invånare i kommunen Saint-Aubin-de-Courteraie
| Referens: INSEE |